# نظم تعديل القيد

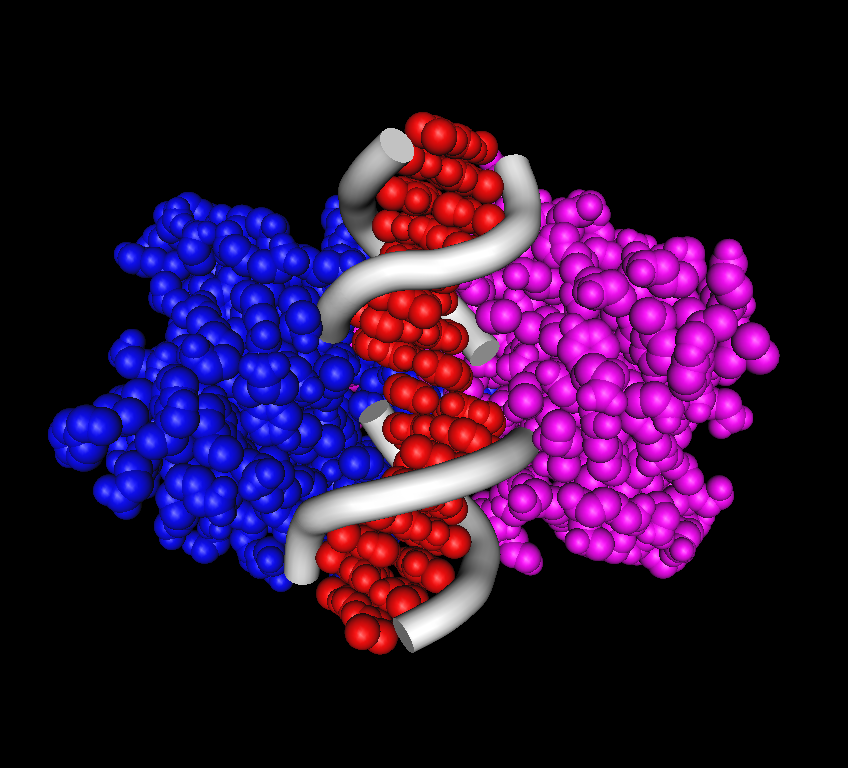

نظم تعديل القيد (بالإنجليزية: Restriction modification system)‏ تستعمله البكتيريا وربما بعض الكائنات بدائيات النوى لحماية نفسها من الدنا الأجنبي، مثل ذلك المنقول بالعواثي. اٍكتشفت هذه الظاهرة في خمسينات القرن العشرين. اٍكتشف بأن بعض سلالات البكتيريا تثبط نمو الفيروسات بداخلها. أوكل هذا الفعل لتسلسل محدد لإنزيمات الاقتطاع.